# Blytheville
Blytheville är en stad (city) i Mississippi County i delstaten Arkansas, USA. Blytheville är administrativ huvudort (county seat) i Mississippi County. 